# 伊萬·瓦佐夫國家劇院

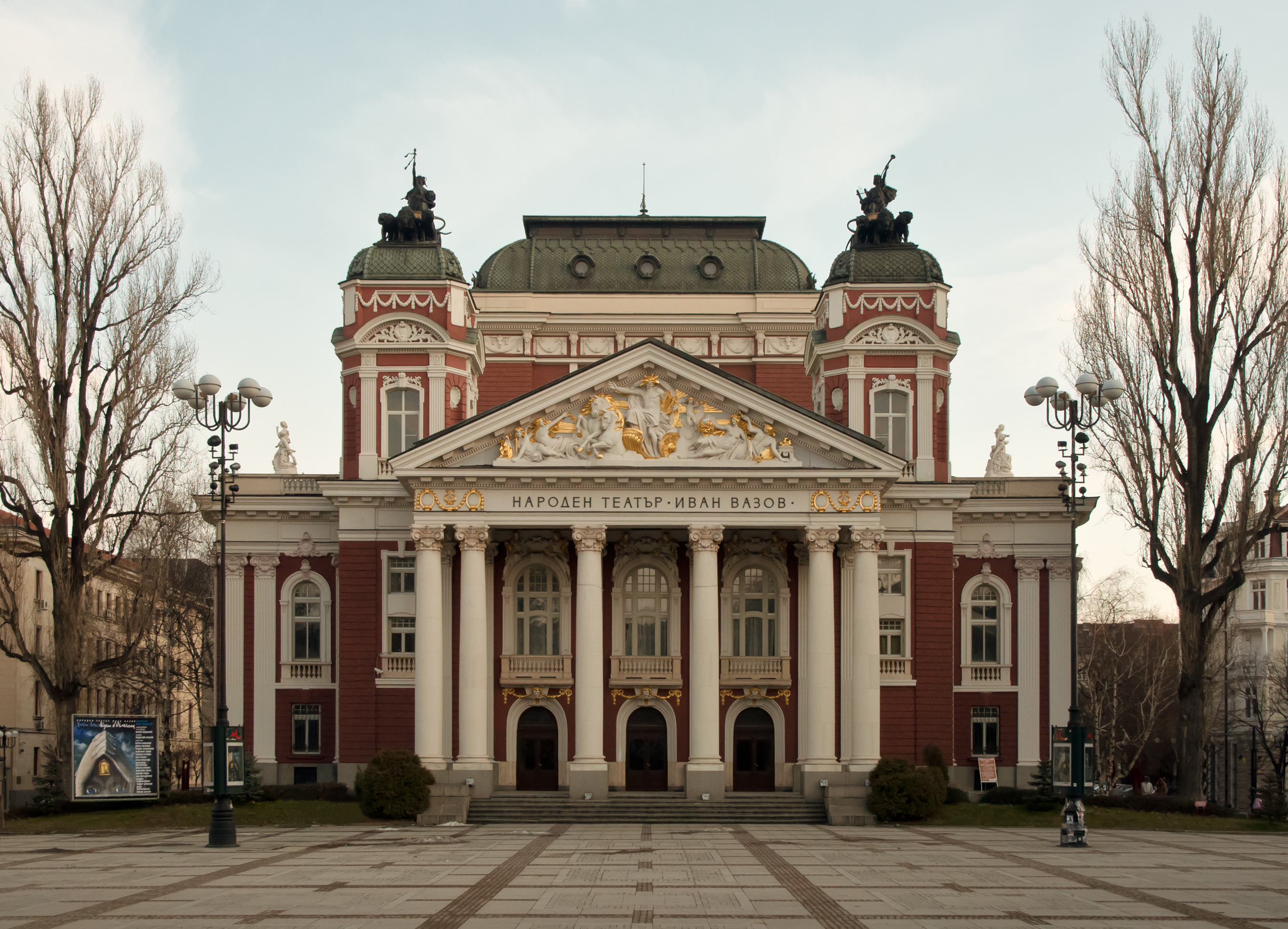

42°41′39″N 23°19′35″E / 42.69417°N 23.32639°E
伊万·瓦佐夫國家劇院是保加利亞的國家劇院，也是保加利亞歷史最古老和最權威的劇院，保加利亞首都索菲亞的地標之一，位於索菲亞市中心。伊万·瓦佐夫國家劇院的建築是一座新古典主義建築，創建於1904年，1906年竣工，1907年啟用。伊万·瓦佐夫國家劇院在1925年成為保加利亞的國家劇院。二戰期間伊万·瓦佐夫國家劇院遭到轟炸，戰後得到多次修復。

## 外部連結
- Official website （页面存档备份，存于）
- Historical photographs of the Ivan Vazov National Theater （页面存档备份，存于）
- Official Facebook Page （页面存档备份，存于）
- 3D Laser scanning of the interior （页面存档备份，存于）